# Limfopenia
Limfopenia, limfocytopenia – stan zmniejszenia liczby limfocytów we krwi obwodowej poniżej 1000/μl. Zwykle jest spotykana w pierwszej fazie chorób infekcyjnych, sytuacjach stresowych (po operacjach, wysiłkach fizycznych, w ciąży). Występuje także po stosowaniu leków cytostatycznych, ACTH lub kortykosteroidów. Jest także stwierdzana w AIDS, gruźlicy, hipermagnezemii, chorobie Hodgkina, mocznicy, zespołach popromiennych, a także w zespołach wstrząsowych (np. przy wstrząsie anafilaktycznym).

## Rodzaje limfopenii
- Limfopenię wrodzoną (łac. Lymphocytopenia congenita) – jest wynikiem wrodzonego niedorozwoju utkania limfatycznego.
- Limfocytopenię nabytą (łac. Lymphocytopenia acquisita vel symptomatica) – nabyta niewydolność utkania limfatycznego.

## Przyczyny limfopenii
- zakażenia
- nadmierna utrata limfocytów
- nowotwory
- choroby hematologiczne
- choroby endokrynologiczne
- zespoły niedoborów immunologicznych
- kolagenozy naczyniowe
- ciężkie niedożywienie
- inne (podaż leków, stres)